# Chrysosplenium tenellum
Chrysosplenium tenellum är en stenbräckeväxtart som beskrevs av Joseph Dalton Hooker och Thoms.. Chrysosplenium tenellum ingår i släktet gullpudror, och familjen stenbräckeväxter. Inga underarter finns listade i Catalogue of Life.